# Mölnlycke
Mölnlycke is de hoofdplaats van de gemeente Härryda in het landschap Västergötland en de provincie Västra Götalands län in Zweden. De plaats heeft 14439 inwoners (2005) en een oppervlakte van 797 hectare.

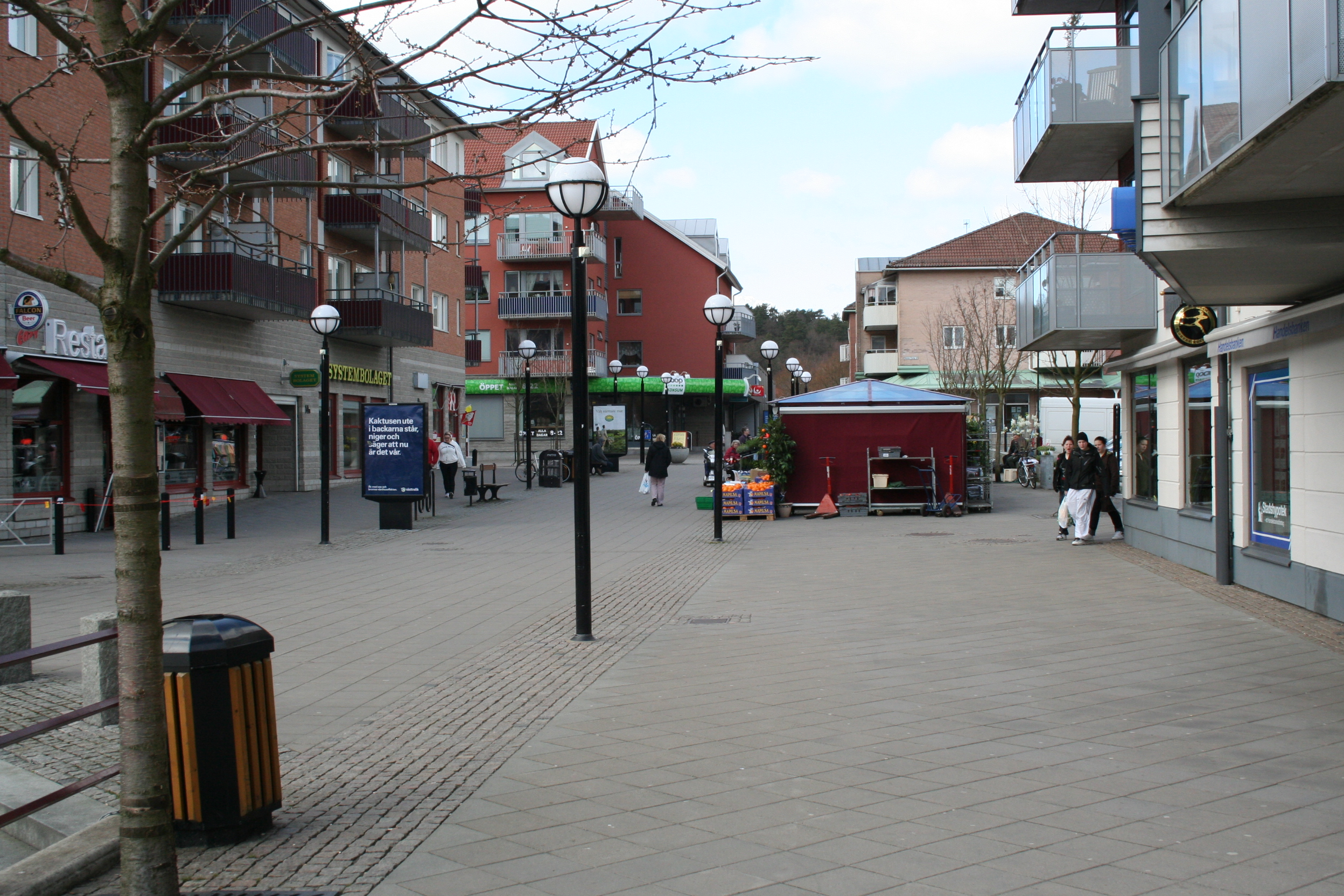
Centrum van Mölnlycke
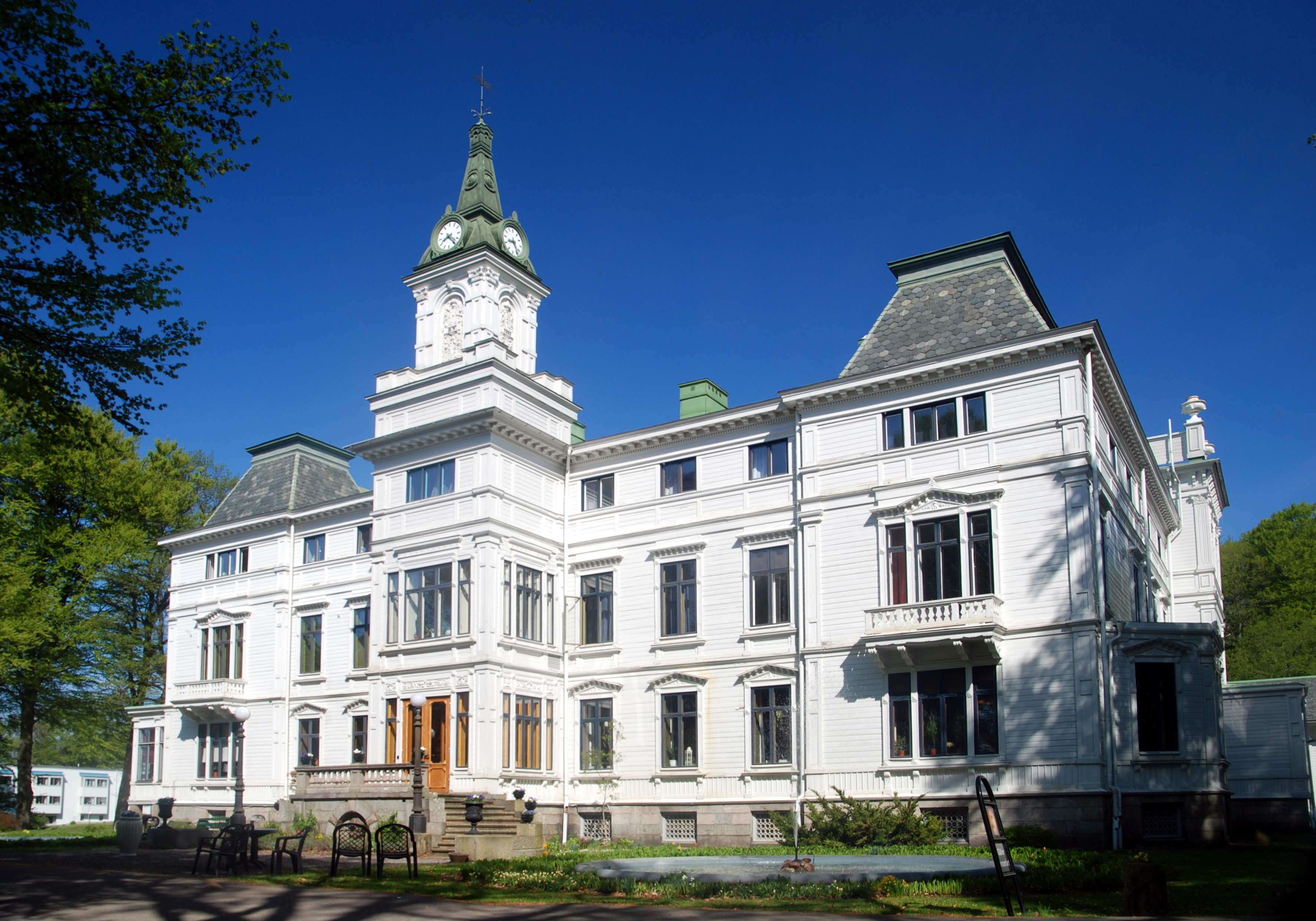
School in Mölnlycke
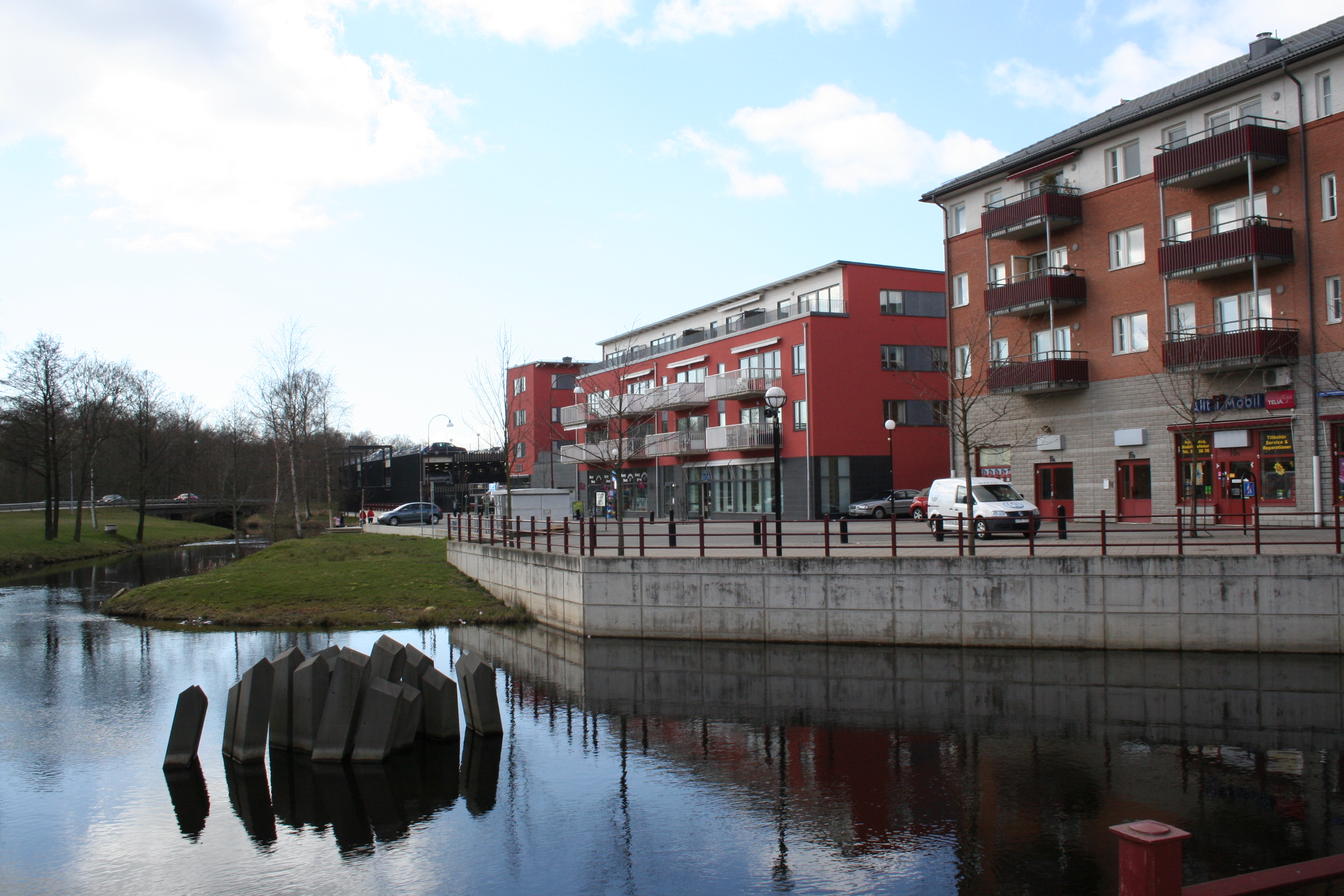
Mölnlycke

## Verkeer en vervoer
Bij de plaats loopt de Riksväg 27/Riksväg 40 en 5 kilometer westelijker de E6/E20.

## Voetnoten
1. ↑  (sv)  Tätort (17-02-2006). Zweeds Bureau voor Statistiek. Tätorter 2005. Bezocht op 13 april 2009.